# Bureau du Tibet (Washington)
Le Bureau du Tibet de Washington est un Bureau du Tibet situé aux États-Unis. Fondé en 1964 à New York, il a été relocalisé à Washington en 2014. 

## Histoire
Installé dans une modeste brownstone sur la 32e rue du quartier Kips Bay de Manhattan, le Bureau du Tibet de New York fut une première organisation politique fondée en 1964 par le dalaï-lama pour soulever la question du Tibet à l'ONU. 
Depuis le 6 avril 2014, le Bureau a déménagé à Washington.

## Liste des représentants
- Liushar Thupten Tharpa (1963 – 1966)
- Phintso Thonden (1966 – 1973)
- Tenzin Tethong (1973 – 1986)
- Rinchen Dharlo (1986 – 1996)
- Dawa Tsering (1996 – 1999)
- Ngawang Rabgyal Norpa (1999 – 2005)
- Tashi Wangdi (2005 – 2008)
- Lobsang Nyandak Zayul (2009 – 2013)
- Kaydor Aukatsang (Kelsang Dorjee Aukatsang) (1er septembre 2013 - août 2016)
- Penpa Tsering (aout 2016 - 30 novembre 2017)
- Ngodup Tsering (1er décembre 2017 - 1er décembre 2021)
- Namgyal Choedup (1er décembre 2021 -)[2]